# Santa Eulalia de Bóveda
Bóveda (llamada oficialmente Santalla de Bóveda de Mera) es una parroquia y una aldea española del municipio de Lugo, en la provincia de Lugo, Galicia.

## Otras denominaciones
La parroquia también es conocida por el nombre de Santa Eulalia de Bóveda.

## Organización territorial
La parroquia está formada por cinco entidades de población:
- Bóveda (Bóveda de Mera)
- Cabanas
- Valín
- Vilanova
- Vilar

## Demografía

### Parroquia
| Gráfica de evolución demográfica de Bóveda (parroquia) entre 2000 y 2020 |
|                                                                          |
| Datos según el nomenclátor publicado por el INE.                         |

### Aldea
| Gráfica de evolución demográfica de Bóveda (aldea) entre 2000 y 2020 |
|                                                                      |
| Datos según el nomenclátor publicado por el INE.                     |

## Patrimonio cultural
- Templo romano de Santa Eulalia de Bóveda